# Ізерлон Рустерс
«Ізерлон Рустерс» (нім. Iserlohn Roosters) — хокейний клуб з міста Ізерлон, Німеччина. Заснований у 1959 році. Виступає у першості Німецької хокейної ліги.

## Історія
Поштовх для розвитку хокею в Ізерлоні надали канадські солдати, що квартирувались у районі Ділінгофен сусіднього містечка Гемер. Саме сюди передислокували окремі військові частини збройних сил Канади після завершення Корейської війни у 1953 році. Взимку солдати грали на ковзанці в хокей чим привернули увагу місцевих дітлахів і у 1957 місцевим дозволили грати на ковзанці, а згодом канадці дозволили Чарльзу МакКейгу тренувати місцевих хлопців. 8 березня 1958 на ковзанці в містечку Зост за присутності 120 глядачів зустрілись місцева команда та канадці в якому перемогу здобули представники країни «кленового листя» 6–2.
28 лютого 1959 офіційна дата заснування клубу ХК «Ділінгофен». Вже наступного сезону юніорська команда посіла друге підсумкове місце в одній з регіональних ліг. У 1960-у команда виступала на чемпіонаті Німеччини та посіла п'яте місце. На початку 1960-х команда боролась за призові місця.
У 1971 році канадських солдатів відправили додому, а британці які їх змінили мали цікавились хокеєм. Тож влада Ізерлона висловила бажання про перебазування команди до міста та будівництва ковзанки. З цього моменту «Ділінгофен» був постійним учасником Оберліги, а з сезону 1973—74 клуб підвищився до Другої Бундесліги. У сезоні 1977—78 клуб дебютував у Бундеслізі посівши останнє місце. У наступному чеміпіонаті «Ділінгофен» фінішував дев'ятим.
У 1980 клуб перейменували на «Ізерлон», а після чемпіонаті 1979—80 вибув з Бундесліги, відігравши два наступних в Другій Бундеслізі. З сезону 1982—83 клуб знову виступає в Бундеслізі. У сезоні 1985—86 «Ізерлон» виходить у півфінал плей-оф, де поступається «Кельну», а в серії за третє місце поступається «Розенгайму». Лідерами ізерлонців на той момент були Ярослав Поузар та Мартті Яркко. Фінансову допомогу команді мав надати лівійський лідер Муаммар Каддафі за сприяння президенту «Ізерлона», який погодився розрекламувати книгу останнього Зелена книга. 4 грудня 1987 сторони домовились про співпрацю але через критику президент клубу Гайнц Вайфенбах скасував цю угоду.
Через фінансові проблеми було засновано клуб «Заурленд», який мав теж проблеми з фінансуванням і розпочав свої виступи з Оберліги. «Заурленд» через рік підвищився до Другої Бундесліги але після сезону 1993–94 припинив своє існування.
9 квітня 1994 була спроба відновити клуб під назвою «Заурленд Пінгвінс» але гравці відмовились укладати контракти тож на тому історія нової команди і завершилась.
20 квітня 1994 заснували клуб «Ізерлонер» він проіснував шість років пройшовши шлях від другої Ліги Північ до Другої Бундесліги та зрештою припинив своє існування, а разом з ним зруйнували і стару ковзанку Ділінгофен.
У 2000-му році засновано «Ізерлон Рустерс», який є правонаступником попередніх команд. У перших двох сезонах команда посідала 15-е та 12-е місця через що «півнів» називали командою аутсайдерів. У сезоні 2002–03 «Рустерс» зупинився в кроці від зони плей-оф на дев'ятій сходинці.
З сезону 2003–04 клуб очолює канадець Дуг Мейсон, уникнувши вильоту (кольори команди на той момент захищали такі гравці, як Майк Йорк та Джон-Майкл Лайлз) з ним продовжили контракт до квітня 2006 року. Мейсон до складу «півнів» долучив також Марка Грейга.
Перед сезоном 2007–08 «Ізерлон Рустерс» очолив інший канадець Рік Аддуоно. Лідером команди став несподівано німець Міхаель Вольф порушуючи історичне домінування північноамериканських гравців. У серії плей-оф «півні» поступились «Франкфурт Ліонс».
У наступних сезонах «Ізерлон Рустерс» виступав менш вдало та фактично перетворився на середняка ліги. Лише у сезоні 2013–14 клуб посів шосте місце та програв у чвертьфіналі, а наступного сезону вони фінішували третіми але далі чвертьфіналу не пройшли. В останніх двох чемпіонатах «півні» стабільно фінішували тринадцятими.